# نادي برشلونة (الإكوادور)
نادي برشلونة الرياضي (بالإنجليزية: Barcelona Sporting Club) الشهير باسم برشلونة الإكوادوري هو نادي إكوادوري رياضي مقره في غواياكيل. فريق كرة القدم تم تأسيسه بتاريخ 1 مايو 1925. يلعب الفريق مبارياته على ملعب مونومنتال إيسيدرو روميرو، ويعتبر من أقوى أندية كرة القدم في الإكوادور.
حقق برشلونة لقب الدوري الإكوادوري ستة عشر مرة، أما على الصعيد القاري فحقق وصافة كوبا ليبرتادوريس مرتين موسمي 1990 و1998.

## سبب التسمية
تعود تسمية الفريق إلى المهاجر الإسباني يوتيميو بيريز الذي أطلق اسم برشلونة على النادي تيمنًا ببرشلونة الإسباني وذلك لحبه الشديد للنادي الكاتالوني، كما اقتبس نفس شعاره.

## وصلات خارجية
- نادي برشلونة، الموقع الرسمي